# مارك كاجويوا
مارك كاجويوا (بالتاغالوغية: Mark Caguioa)‏ مواليد 19 نوفمبر 1979 في الفلبين، هو لاعب كرة سلة فلبيني. بدأ مسيرته الاحترافية في سنة 2001. يلعب في الرابطة الفلبينية لكرة السلة. يحمل الرقم 47. يبلغ طوله 6 قدم 1 بوصة (1.9 م). مثّل منتخب بلاده.